# 肖卡特·阿齐兹
肖卡特·阿齐兹（1949年3月6日—），巴基斯坦政治人物，於2004年至2007年擔任巴基斯坦总理。

## 生平
他自1999年11月起出任财长，并在2004年6月6日当时总理扎法魯拉·汗·賈邁利辞职后，被总统佩尔韦兹·穆沙拉夫挑选为总理。阿齐兹在2004年8月28日正式上任成为总理。